# ميكيل دامسغارد
ميكيل كروغ دامسغارد (بالدنماركية: Mikkel Krogh Damsgaard) (مواليد 3 يوليو 2000) هو لاعب كرة قدم دنماركي يلعب في مركز الجناح في نادي برينتفورد.

## روابط خارجية
- ميكيل دامسغارد على موقع الاتحاد الدولي (مؤرشف)  (الإنجليزية)
- ميكيل دامسغارد على موقع الاتحاد الأوربي (الإنجليزية)
- ميكيل دامسغارد على موقع قاعدة بيانات كرة القدم.إي يو (الإنجليزية)
- ميكيل دامسغارد على موقع ليكيب (الفرنسية)
- ميكيل دامسغارد على موقع ناشيونال فوتبول تيمز (الإنجليزية)
- ميكيل دامسغارد على موقع Soccerbase.com (لاعب) (الإنجليزية)
- ميكيل دامسغارد على موقع Soccerway.com (الإنجليزية)
- ميكيل دامسغارد على موقع عالم كرة القدم.نت (الإنجليزية)